# Nikola Ćućuz
Nikola Ćućuz (serbisch-kyrillisch Никола Ћућуз; * 25. Dezember 1930 in Neteča bei Virovitica, Jugoslawien) ist ein serbischer Verkehrswissenschaftler.

## Leben
Er studierte an der Universität Belgrad, war als Lehrer an zwei Technischen Gymnasien in Belgrad tätig, und arbeitete ab 1961 an der Universität Belgrad als Assistent und Dozent. Er promovierte 1970 an der Maschinenbaufakultät der Universität Belgrad mit einer Arbeit über Das dynamische Verhalten von Schienenfahrzeugen bei Kurvenfahrten aus der Perspektive der nichtlinearen Theorie und wurde zunächst außerordentlicher, dann ordentlicher Professor an der Universität Belgrad. Daneben war er in den 1970er Jahren Professor für Aufbaustudiengänge an den Universitäten von Niš, Sarajevo, Skopje und Zagreb; 1976 hatte er eine Gastprofessur in Tokio. Von 1983 bis 1987 leitete er die Abteilung für Straßenverkehr an der Fakultät für Transport und Verkehr der Universität Belgrad, danach hatte er bis 1995 den Lehrstuhl für Straßenfahrzeuge an derselben Fakultät inne.

## Werke
- (mit Lazar Rusov): Dinamika motornih vozila (Die Dynamik von Kraftfahrzeugen), 1973
- Teorija osnovnog kretanja motornih vozila (Theorie der grundlegenden Bewegungen von Kraftfahrzeugen), 1977
- Automobilski motori (Automotoren), 1985